# Droga krajowa B30 (Austria)
Droga krajowa B30 (Thayatal Straße) – droga krajowa Austrii. Biegnąca równolegle do granicy z Czechami arteria zaczyna się na obrzeżach Schrems w północnej części kraju. Szosa biegnie w kierunku wschodnim przez Heidenreichstein, Drosendorf-Zissersdorf i Retz aż do skrzyżowania z B303 na północ od Hollabrunn.